# Assateague Island
Assateague Island – wyspa barierowa na Oceanie Atlantyckim, położona u wschodnich wybrzeży stanów Maryland i Wirginia, na południe od miasta Ocean City. Ma 37 mil (60 km) długości i jest oddzielona od kontynentu przez zatoki Chincoteague (od północy) i Sinepuxent (od południa). Wchodzi wraz z sąsiednimi wysepkami w skład obszaru chronionego Narodowy Brzeg Morski Wyspy Assateague. Powierzchnia wyspy jest płaska i niska, z lasami sosnowymi, bagnami oraz plażami. Do lat 20. XX wieku na wyspie funkcjonowała osada zamieszkana przez prawie 200 osób.